# Seznam čeških kardinalov
Seznam čeških kardinalov:

### Praški nadškofi
- Jan Očko z Vlašimi
- Zbyněk Berka z Dubé a Lipé
- Johann von Bucka
- Arnošt Vojtěch z Harrachu, imenovan leta 1626
- Bedřich Jan Jakub Celestin Schwarzenberg, imenovan leta 1842
- František de Paula Schönborn-Buchheim-Wolfsthal, imenovan leta 1889
- Lev Skrbenský z Hříště, imenovan leta 1901
- Karel Kašpar, imenovan leta 1935
- Josef Beran, imenovan leta 1965
- František Tomášek, imenovan leta 1976 (in pectore, razglašen 1977)
- Miloslav Vlk, imenovan leta 1994
- Dominik Jaroslav Duka, imenovan leta 2012
- Jan Graubner ... ?

### Olomuški nadškofi
- Jan XII. Železný
- František z Ditrichštejna, imenovan leta 1599
- Wolfgang Hannibal von Schrattenbach, imenovan leta 1712 (doma z gradu Lemberg)
- Ferdinand Julius Troyer z Troyersteinu, imenovan leta 1747
- Antonín Theodor Colloredo-Waldsee-Mels, imenovan leta 1803
- Maria Tadeáš Trauttmansdorff, imenovan leta 1816
- Rudolf Johannes Joseph Rainier von Habsburg-Lothringen, imenovan leta 1819
- Maxmilián Josef Sommerau-Beckh, imenovan leta 1850
- Bedřich z Fürstenberka, imenovan leta 1879
- František Saleský Bauer, imenovan leta 1911

### Ostali češki kardinali
- Štěpán Trochta, škof v Litoměřicah, imenovan leta 1969 (in pectore, razglašen 1973)
- Tomáš Špidlík SJ, imenovan leta 2003

### Drugi kardinali s področja današnje Češke
- Jan Rudolf Kutschker, avstrijski kardinal, imenovan leta 1877
- Friedrich Gustav Piffl, avstrijski kardinal, imenovan leta 1914
- Theodor Innitzer, avstrijski kardinal, imenovan leta 1933
- Christoph Schönborn OP, avstrijski kardinal, imenovan leta 1998
- Michael F. Czerny, kanadski kardinal (rojen v Brnu 1946), imenovan leta 2019

### Češkoslovaški kardinali slovaškega rodu (imenovani za časa skupne države)
- Jozef Tomko, kurijski kardinal, imenovan leta 1985
- Ján Chryzostom Korec, škof v Nitri, imenovan leta 1991